# Segugio serbo
Il Segugio serbo è una razza di cane da caccia. Viene usato per cacciare lepri, cinghiali e caprioli. Dotato di ottimo fiuto, è tenace e aggressivo. I maschi sono alti tra i 46 ed i 56 cm e le femmine tra i 44 ed i 54 cm.